# Марія Велчева
Марія Велчева (болг. Мария Николаева Велчева; нар. 14 жовтня 1976, Мездра) – болгарська шахістка, гросмейстер серед жінок від 1999 року.

## Шахова кар'єра
У 1990-1996 роки була багаторазову представником Болгарії на чемпіонаті світу і Europo дівчат у різних вікових категоріях. Найбільшого успіху в цих змаганнях досягнула 1995 року в Занці, де здобула титул чемпіонки Європи серед юніорів до 20 років. П'ять разів вигравала фінал чемпіонату Болгарії, у 1996, 1997, 1999, 2000 і 2001 роках. 2008 року кваліфікувалась на чемпіонат світу, який проходив у Нальчику за олімпійською системою, де в 1-му раунді поступилася Анні Музичук. Досягнула кількох успіхів на міжнародних турнірах, зокрема: посіла 1-ше місце в Пулі (1998), посіла 1-ше місце в Бухаресті (1999), посіла 1-ше місце в Білі (2000, у жіночій класифікації), поділила 3-тє місце в Шамбері (2001, позаду Чаби Хорвата і Йожефа Хорвата, разом з Олексієм Чернушевичем) і поділила 3-тє місце в Софії (2007, позаду Ани Бендераць і Габріли Оларашу, разом з Маргаритою Войською).
Від середини 90-х років належала до числа провідних болгарських шахісток. Між 1996 і 2010 роками вісім разів брала участь у шахових олімпіадах, 2004 року здобувши срібну медаль за індивідуальний результат на 4-й шахівниці. Також п'ять разів (1999-2007) брала участь у командних чемпіонатах Європи, 2003 року в складі Болгарії–B).
Найвищий рейтинг в кар'єрі мала станом на 1 січня 2000 року, досягнувши 2364 очок займала тоді 62-ге місце в світовому списку ФІДЕ і третє (позаду Антоанети Стефанової і Маргарити Врйської) серед болгарських шахісток.

## Зовнішні посилання
- Особова картка Марії Велчевої на сайті ФІДЕ
- Партії Марії Велчевої в базі Chessgames
- Особова картка Марії Велчевої на сайті 365chess.com
- Виступи на шахових олімпіадах
- Виступи на командних чемпіонатах Європи